# Rituals
Rituals is een Nederlands cosmeticabedrijf met meer dan 900 winkels, verspreid over 33 landen. Het assortiment bestaat met name uit hygiëneproducten, zoals zeep, bodyscrubs en crèmes, waarbij oriëntaalse geuren het uitgangspunt zijn. Ook verkoopt Rituals onder meer thee, kleding en parfums.
Bovendien verkoopt het bedrijf om duurzaamheid te stimuleren bijvullingen voor producten en is het B Corp-gecertificeerd.
Ook richt het zich op meditatie en mindfulness. Zo heeft het bedrijf welzijnsfilosofie The Art of Soulful Living ontworpen, om balans te vinden tussen lichaam, geest en ziel.
In 2021 behaalde Rituals een omzet van 1,1 miljard euro.

## Geschiedenis
Het bedrijf werd in 2000 opgericht door Raymond Cloosterman, een voormalig medewerker van Unilever. Met een kleine investeringskring van vrienden begon het bedrijf in een kelder aan de Herengracht in Amsterdam. Het eerste filiaal van Rituals opende zijn deuren in de Kalverstraat, eveneens in de hoofdstad. Sindsdien is het bedrijf uitgegroeid tot een internationale winkelketen.
In 2020 opende het bedrijf zijn 'flagshipstore' in Amsterdam in het Spui, genaamd House of Rituals. Dit filiaal bevat vier verdiepingen met onder meer een body spa en een mind spa. Ook is er oriëntaals restaurant Rouhi gevestigd.